# Prepomatodelphis
Prepomatodelphis korneuburgensis
Genre
Espèce
Prepomatodelphis est un genre fossile de dauphins d’eau douce qui a vécu au Miocène inférieur. Ses restes fossiles ont été mis au jour en Autriche. La seule espèce connue est  Prepomatodelphis korneuburgensis.

## Étymologie
Le nom Prepomatodelphis composé du préfixe latin prae-, « avant », et du genre Pomatodelphis reflète la nature primitive de ce taxon par rapport à ce dernier genre.
Le nom spécifique de la seule espèce connue, Prepomatodelphis korneuburgensis, composé de korneuburg et du suffixe latin -ensis, « qui vit dans, qui habite », lui a été donné en référence au lieu de sa découverte proche de l'actuelle ville de Korneuburg en Basse-Autriche.

## Classification
Il appartient à la sous-famille également éteinte des Pomatodelphininae.

## Publication originale
- (en) (de) Lawrence G. Barnes, « An Early Miocene long-snouted marine platanistid dolphin (Mammalia, Cetacea, Odontoceti) from the Korneuburg Basin (Austria) », Beiträge zur Paläontologie, vol. 27,‎ 2002, p. 407-418 (ISSN 1024-4727, OCLC 978978953, BNF 42544614, lire en ligne).